# Jamais seul (album)
Pour les articles homonymes, voir Jamais seul.
Albums de Johnny Hallyday
Ça ne finira jamais
(2008) L'Attente
(2012)
Singles
1. Jamais seul
Sortie : 10 janvier 2011
2. La Douceur de vivre
Sortie : 28 février 2011

Jamais seul est le 47e album studio - le 3e chez Warner Music - de Johnny Hallyday, il sort le 28 mars 2011.
L'album est réalisé par Matthieu Chedid et coréalisé par Yodelice et Olivier Lude. Jamais seul a été enregistré au studio Ocean Burbank, à Los Angeles, par Olivier Lude.

## Autour de l'album
Jamais seul sort en quatre éditions originales :
- CD (édition courante), 13 titres, Référence Originale : Warner Music 2564674360.
- Double vinyle 33 tours, 13 titres, Référence Originale : Warner Music : 52498499212.
- CD-DVD, 13 titres + 1 titre bonus Jalousie, Référence Originale : Warner Music : 2564674359.
- Coffret Collector numéroté, 13 titres + 2 titres bonus Vent de panique, Jalousie, + captées sur un 45 tours, (référence : Warner Music 5252498499816), les versions longues de Jamais seul et England, Référence Originale : Warner Music 5249849945.

La chanson Tanagra écrite par Brigitte Fontaine est composée par M, a précédemment été enregistrée par ce dernier en 2009 sur l'album Mister Mystère.
Lorsque Matthieu Chedid confie à Brigitte Fontaine que Johnny Hallyday s'apprète à en faire une reprise, l'auteur lui révèle : « Quand je t'ai envoyé ce texte, je l'avais écrit depuis déjà quelque temps, il était destiné à Johnny Hallyday, mais je n'avais jamais osé lui envoyer ».
Jalousie est l'adaptation française par Hocine Merabet de Jealousy du groupe Gush, (album Everybody's God, 2010).
J'inspire est l'adaptation par Matthieu Chedid de Breathe In par Yodelice, album CARDIOID (2010)
Vent de panique évoque d'une façon très imagée, le passage de l'ouragan Earl le 30 août 2010, près des îles françaises de Saint-Martin et Saint-Barthélémy.

Il a été extrait de l'album les singles suivants :
- Jamais seul, CD promo (précédent l'album), sortie le 10 janvier 2011 (disponible uniquement en plateforme de téléchargements légales).
- La Douceur de vivre, sortie le 28 février 2011 (id).

## Titres
| 1.  | Paul et Mick              | Matthieu Chedid                                              | Matthieu Chedid                | 3:20 |
| 2.  | Guitar hero               | Hocine Merabet                                               | Matthieu Chedid                | 4:00 |
| 3.  | Dandy                     | Matthieu Chedid, Hocine Merabet                              | Matthieu Chedid                | 3:27 |
| 4.  | La Douceur de vivre       | Matthieu Chedid, Hocine Merabet                              | Maxime Nucci                   | 3:15 |
| 5.  | Jamais seul               | Matthieu Chédid, Hocine Merabet                              | Maxime Nucci                   | 3:52 |
| 6.  | Vous n’aurez pas ma peau  | Hocine Merabet                                               | Joseph Chedid                  | 3:30 |
| 7.  | Tanagra                   | Brigitte Fontaine                                            | Matthieu Chedid, Joseph Chedid | 4:36 |
| 8.  | J’inspire (Breathe In)    | Maxime Nucci, Marianne Groves / Matthieu Chedid (adaptation) | Maxime Nucci                   | 2:41 |
| 9.  | Les herbes folles         | Hocine Merabet                                               | Matthieu Chedid                | 3:24 |
| 10. | Ces deux-là               | Hocine Merabet                                               | Matthieu Chedid                | 2:41 |
| 11. | Elle a mis de l’eau       | Matthieu Chedid, Hocine Merabet                              | Matthieu Chedid                | 3:18 |
| 12. | England (en duo avec -M-) | Hocine Merabet                                               | Matthieu Chedid                | 3:04 |
| 13. | Jade dort                 | Hocine Merabet                                               | Matthieu Chedid                | 3:30 |

- Titres bonus édition collector

| No | Titre                                    | Paroles                                      | Musique                                                                     | Durée |
| -- | ---------------------------------------- | -------------------------------------------- | --------------------------------------------------------------------------- | ----- |
| 1. | Vent de panique                          | Hocine Merabet                               | Matthieu Chedid                                                             | 3:00  |
| 2. | Jalousie (Jealousy)                      | Hocine Merabet, Matthieu Chedid (adaptation) | Gush (Xavier Polycarpe, Vincent Polycarpe, Mathieu Parnaud, Yan Gorodetzky) | 2:32  |
| 3. | Jamais seul (version longue)             | Matthieu Chedid – Hocine Merabet             | Maxime Nucci                                                                | 4:54  |
| 4. | England (en duo avec M / version longue) | Hocine Merabet                               | Matthieu Chedid                                                             | 6:20  |

## Musiciens
- Yodelice : basse, chœurs, claps, percussions
- Matthieu Chedid : guitare électrique, guitare acoustique, tambourin, chœurs, claps, guzengh, cloche tubulaire.
- Vincent Polycarpe  (du groupe Gush) : batterie, tambourin, gong, chœurs.
- Hocine Merabet : orgue.

Musiciens additionnels : 
La Douceur de vivre : 
- Mark Steylaerts, Jo Vercruysse, Ince Walraet, An Simoens, Nicolas Marciano, Karel Inpelaere, Christophe Pochet, Véronique Gilis : violon
- Barbara Peynsaert, Braude Nathan, Liesbert de Lombaert, Olivier Giot : alto
- Karel Steylaerts, Hans Vandaele : Violoncelles.
- Cordes orchestrées et dirigées par Patrice Renson

Jade dort : 
- Sébastien Grandgambe : Violoncelle.

Mixage (studio Skyman, Paris) : Olivier Lude avec la collaboration de Matthieu Chedid et Maxim Nucci.

## Certifications
| Pays   | Certification | Ventes certifiées |
| ------ | ------------- | ----------------- |
| France | Platine       | 180 000           |